# Ácido esquárico
Ácido esquárico, também chamado ácido quadrático, por causa de seus quatro átomos de carbono formando um esquadro, é um ácido com fórmula química C4H2O4 e número CAS 2892-51-5. É um dos ácidos oxocarbônicos.
Apresenta-se como um pó cristalino branco, e seu ponto de fusão é 293 °C.